# Pattani United Liberation Organization

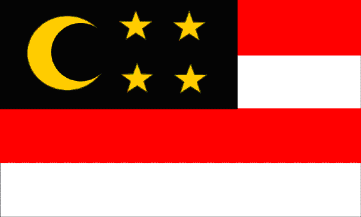
Die erste PULO-Flagge, wie sie heute noch von einer PULO-Fraktion benutzt wird

Die Pattani United Liberation Organization (auch Patani United Liberation Organisation, Thai องค์กรปลดปล่อยสหปัตตานีหรือพูโล, kurz PULO, Vereinigte Befreiungsorganisation Pattani) ist eine aktive Separatistengruppe in Süd-Thailand. Sie kämpft für ein freies und unabhängiges Pattani, womit sie den gesamten islamischen Süden von Thailand meint (also das Gebiet des früheren Sultanats Patani). Sie gilt als die militanteste Untergrundbewegung Thailands.

## Geschichte

PULO-Flagge bis 1992

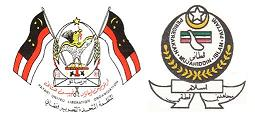
Ursprüngliche Flagge der PULO

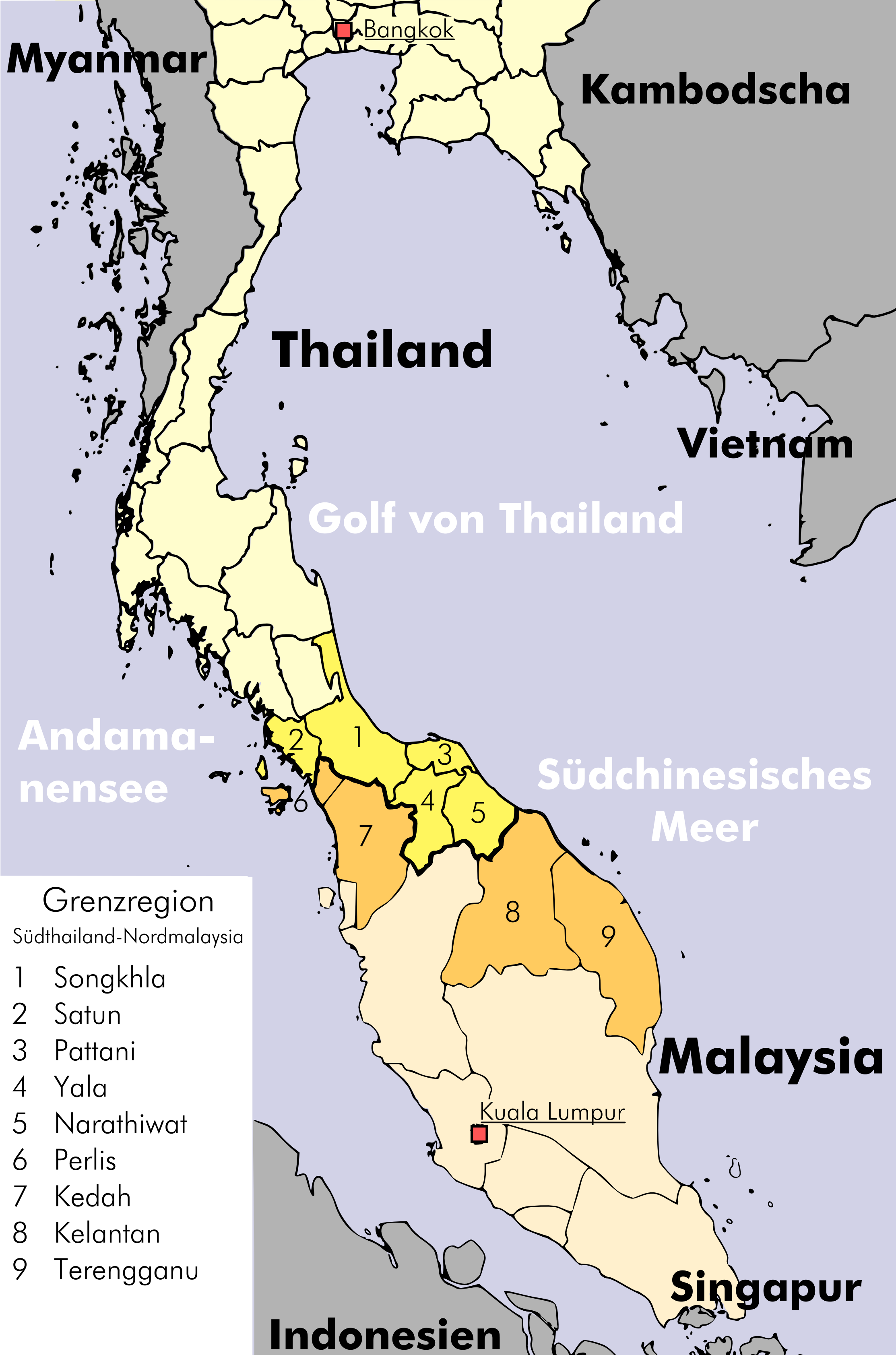
Muslimische Malaienprovinzen in Südthailand und einst siamesische Sultanate im Norden Malaysias

Die Pattani United Liberation Organization wurde 1968 in Indien gegründet, Berichten zufolge unter der Führung von Kabir Abdul Rahman (Bira Kotanila), einem malaiischen Gelehrten aus Pattani, der bis zu seinem Tod 2008 als Vorsitzender fungierte. 
PULO sieht sich als (später) Nachfolger der Unabhängigkeitsbestrebungen der südlichen Provinzen vom Königreich Ayutthaya, die erfolgten, als Ayutthaya 1767 von den Birmanen vollständig zerstört worden war. Der seit neuestem geforderte Islamische Staat umfasst das historische Sultanat Pattani, also Pattani, Narathiwat, Yala, Songkhla und Satun. In Songkhla leben jedoch nur etwa 30 % Muslime, während Satun tatsächlich Teil von Kedah gewesen war und keinerlei Unterstützung für die Abspaltung von Thailand zeigt.
Die zunehmende Politisierung von Thai-Studenten nach der Wiederherstellung der Militärdiktatur in Thailand 1976 zog viele Muslime zur PULO, um die Idee der Unabhängigkeit der südlichen Provinzen zu verfolgen. Es erfolgten organisierte Angriffe auf thailändische Stützpunkte und Regierungseinrichtungen im Süden und auch Bombenanschläge in Bangkok. Die Terroristen wurden seinerzeit in Ausbildungslagern der PLO in Libyen und Syrien trainiert. 
In der zweiten Hälfte des Jahres 1992 spaltete sich die Bewegung in drei Fraktionen:
1. PULO Leadership Council, angeführt von Arong Muleng; sie führte einen Dolch in ihrer Flagge,
2. PULO Army Command Council zur Unterstützung von Kabir Adbul Rahman, angeführt von Hadschi Hadi Bin Ghazali und von Hadschi Sama-ae Thanam,
3. eine Gruppe angeführt von Abu Yasir Fikri mit der größten Basis, die als einzige genügend Glaubwürdigkeit besitzt, um die PULO bei der Organisation der Islamischen Konferenz zu vertreten.

1995 wurden die Risse zwischen den Fraktionen so groß, dass Arong Muleng's Gruppe sich abspaltete und als PULO 88 arbeitete, während die andere Gruppe unter Abdul Rahman als Pulo Keris (PULO-Dolch) firmierte.
Die Unterstützung der PULO war während der Jahrzehnte unterschiedlich groß, gefährdete aber niemals die Zentralregierung in Bangkok. Seit 2009 unternimmt die PULO Versuche, den Konflikt politisch zu lösen. Dabei stellt sie Forderungen an die thailändische Regierung, wie z. B. auf die Anerkennung des islamischen Rechts in den Südprovinzen.

## Terroristische Aktionen
Neben den erwähnten terroristischen Aktionen gegen Regierungseinrichtungen und in Bangkok war die PULO auch für sporadische Bombenanschläge auf die Eisenbahn in Hat Yai verantwortlich, bei denen im August 1992 drei Menschen getötet und sechsundsiebzig verletzt wurden. Im März 1994 kam es zu einem weiteren Anschlag auf die Eisenbahnbrücke zwischen Hat Yai und Chana.
In neuerer Zeit kommen vor allem Brand- und Bombenanschläge gegen buddhistische Einrichtungen und Mönche vor, um die Religionen gegeneinander aufzuhetzen. (Siehe Konflikt in Südthailand)